# Sùng Xuyên
Sùng Xuyên (chữ Hán phồn thể: 崇川區, chữ Hán giản thể: 崇川区) là một quận thuộc địa cấp thị Nam Thông, tỉnh Giang Tô, Cộng hòa Nhân dân Trung Hoa. Quận này có diện tích 67 ki-lô-mét vuông, dân số năm 2001 là 620.000 người. Về mặt hành chính, quận này được chia thành nhai đạo, trấn, hương.
- Nhai đạo: Thành Đông, Hòa Bình Kiều, Trách Cảng, Tân Thành Kiều, Hồng Kiều, Học Điền, Chung Tú, Văn Phong, Trung Hưng.
- Trấn: Quan Âm, Lang Sơn, Tân Khai, Trúc Hành, Tiểu Hải.